# Пульт дистанционного управления

Различные пульты для бытовых приборов

Пульт ДУ (ПДУ, пульт дистанционного управления; RCU, англ. remote control unit) — электронное устройство для удалённого (дистанционного) управления устройством на расстоянии.
ПДУ применяются как часть дистанционного управления объекта, как мобильных (напр., БПЛА), так и аппаратами и механизмами на мобильных объектах (самолёты, космические корабли, суда и т. д.), также управления производственными процессами, системами связи, техникой повышенной опасности. Конструктивно пульт — обычно небольшая коробка, содержащая в себе электронную схему, кнопки управления и (зачастую) источник автономного питания.
Широко используются для дистанционного управления бытовой электронной аппаратурой (телевизорами и телевизионными приставками, радиоприёмниками, CD/DVD-проигрывателями, видеомагнитофонами, муз. центрами, кондиционерами, обогревателями, увлажнителями воздуха и даже вентиляторами и прочей бытовой техникой). Иногда применяются для управления освещением.

## История
Один из самых ранних образцов устройств для дистанционного управления придумал Никола Тесла в 1898 году. Механизм был запатентован и описан в «Method of and Apparatus for Controlling Mechanism of Moving Vehicle or Vehicles». В 1898 году на электровыставке в Медисон-сквер-гарден он демонстрировал публике радиоуправляемую лодку под названием «телеавтомат».
В 1903 году испанский инженер Леонардо Торрес Кеведо представил в Парижской академии наук Telekino — устройство, представлявшее собой робота, выполнявшего команды, переданные посредством электромагнитных волн. В том же году он получил патенты во Франции, Испании, Великобритании и США. В 1906 году в порту Бильбао в присутствии короля и большого количества зрителей Torres представил своё изобретение, управляя лодкой с корабля. Позже он пробовал приспособить Telekino для снарядов и торпед, но прекратил проект из-за недостатка средств.
Первая дистанционно управляемая модель аэроплана была запущена в 1932 году. Затем над использованием дистанционного управления в военных целях усиленно работали во время Второй мировой войны, например, в проекте немецкой ракеты земля-воздух Вассерфаль.

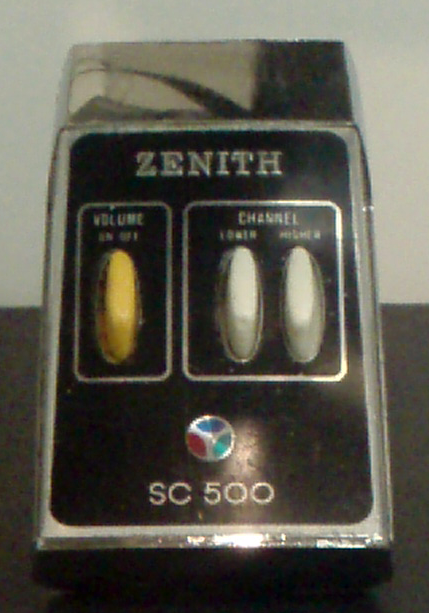
Пульт ДУ Zenith Space Commander 500, 1958 год

Первый пульт ДУ для управления телевизором был разработан Юджином Полли, сотрудником американской компании Zenith Radio Corporation в начале 1950-х годов. Он был соединён с телевизором кабелем. В 1955 году был разработан беспроводной пульт Flashmatic, основанный на посылании луча света в направлении фотоэлемента. Фотоэлемент не мог отличить свет из пульта от света из других источников. Кроме того, требовалось направлять пульт точно на приёмник.

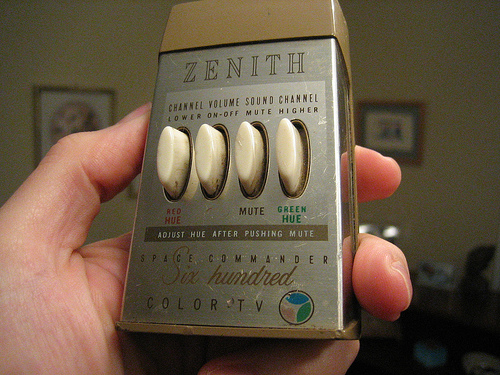
Пульт ДУ Zenith Space Commander 600

В 1956 году американец еврейско-австрийского происхождения Роберт Адлер, работавший в исследовательском отделе фирмы Zenith Electronics, разработал беспроводной пульт Zenith Space Commander. Он был механическим и использовал ультразвук для задания канала и громкости. Когда пользователь нажимал кнопку, она щёлкала и ударяла пластину. Каждая пластина извлекала шум разной частоты и схемы телевизора распознавали этот шум. Изобретение транзистора сделало возможным производство дешёвых электрических пультов, которые содержат пьезоэлектрический кристалл, питающийся электрическим током и колеблющийся с частотой, превышающей верхний предел слуха человека (хотя слышимой собаками). Приёмник содержал микрофон, подсоединённый к схеме, настроенной на ту же частоту. Некоторыми проблемами этого способа были возможность приёмника сработать от естественного шума и то, что некоторые люди, особенно молодые женщины, могли слышать пронзительные ультразвуковые сигналы. Был даже случай, когда игрушечный ксилофон мог переключать каналы на телевизорах этого типа, потому что некоторые обертоны ксилофона совпадали по частоте с сигналами пульта.
В 1974 году фирмы GRUNDIG и MAGNAVOX выпустили первый цветной телевизор с микропроцессором управления на ИК-лучах. Телевизор имел экранную индикацию (OSD) — в углу экрана отображался номер канала.
Толчок к появлению более сложных типов пультов ДУ появился в конце 1970-х годов, когда компанией Би-би-си был разработан телетекст. Большинство продававшихся пультов ДУ в то время имело ограниченный набор функций, иногда только четыре: следующий канал, предыдущий канал, увеличить или уменьшить громкость. Эти пульты не отвечали нуждам телетекста, где страницы были пронумерованы трёхзначными числами. Пульт, позволяющий выбирать страницу телетекста, должен был иметь кнопки для цифр от 0 до 9, другие управляющие кнопки, например, для переключения между текстом и изображением, а также обычные телевизионные кнопки для громкости, каналов, яркости, цветности. Первые телевизоры с телетекстом имели проводные пульты для выбора страниц телетекста, но рост использования телетекста показал необходимость в беспроводных устройствах, и инженеры Би-Би-Си начали переговоры с производителями телевизоров, что привело в 1977—1978 годах к появлению опытных образцов, имевших гораздо больший набор функций. Одной из компаний была ITT, её именем был позже назван протокол инфракрасной связи.

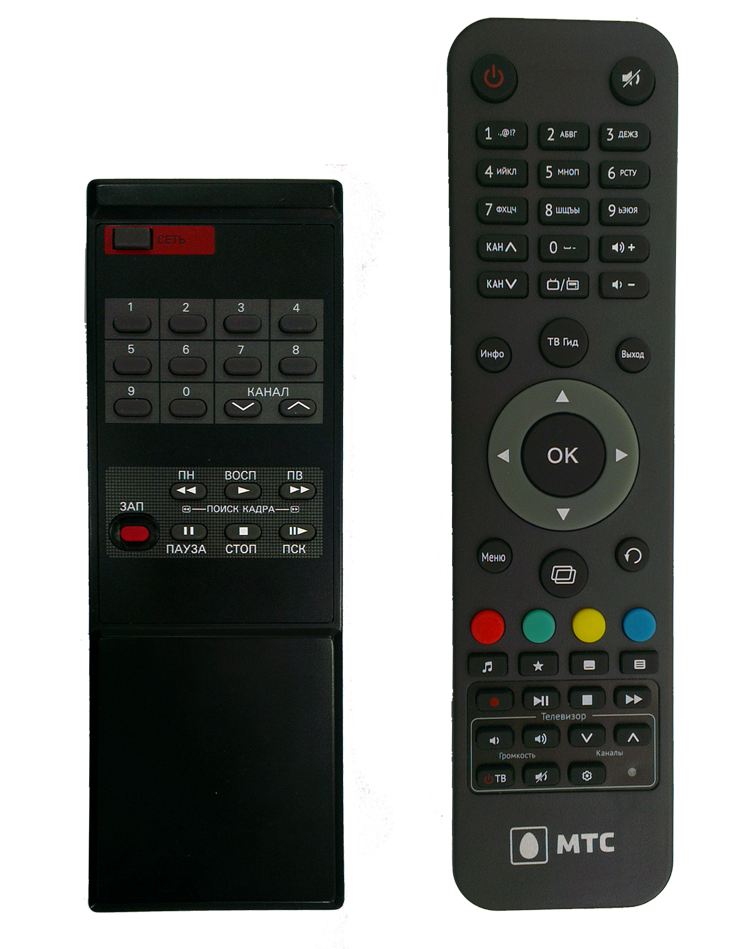
Пример пультов ДУ с надписями на русском языке. Слева пульт от советского видеомагнитофона Электроника ВМЦ-8220 (1987 г.), справа — пульт от цифровой тв приставки МТС (2013 г.)

В 1980-е годы Стивен Возняк из компании Apple основал компанию CL9. Целью компании было создание пульта ДУ, который мог бы управлять несколькими электронными устройствами. Осенью 1987 года представлен модуль CORE. Его преимуществом была возможность «обучаться» сигналам от разных устройств. Он также имел возможность выполнять определённые функции в назначенное время благодаря встроенным часам. Также это был первый пульт, который мог быть подключён к компьютеру и загружен обновлённым программным кодом. CORE не оказал большого влияния на рынок. Для среднего пользователя было слишком сложно программировать его, но он получил восторженные отзывы от людей, которые смогли разобраться с его программированием. Названные препятствия привели к роспуску CL9, но один из её работников продолжил дело под маркой Celadon.
В 1994 году в заявке на патент Российской Федерации было предложено использовать пульт дистанционного управления для мультимедийного компьютера с целью «дистанционного управления включением/выключением привода CD-ROM, громкостью и тембром звучания, стереобалансом и шириной стереобазы, санкционированным включением компьютера, запуском или прерыванием тех или иных программных средств из заготовленного списка, управлением яркостью, контрастностью и цветной насыщенностью отображаемой на мониторе видеоинформации, выбором требуемой записи из содержащихся на CD-ROM и режима её воспроизведения, а также переключением TV-программ, управлением захвата кадра, выводом TV-программ на монитор независимо от работы других программных средств, размерами и местоположением TV-кадра на экране монитора, количеством, размерами и местоположением кадров для одновременно отображаемых TV программ». В 1998 г. эта идея была реализована Стивом Джобсом в компьютере iMac.
К началу 2000-х годов количество бытовых электроприборов резко возросло. Для управления домашним кинотеатром может потребоваться пять—шесть пультов: от спутникового приёмника, видеомагнитофона, DVD-проигрывателя, телевизионного и звукового усилителя. Некоторые из них требуется использовать друг за другом, и, из-за разобщённости систем управления, это становится обременительным. Многие специалисты, включая известного специалиста по юзабилити Jakob Nielsen и изобретателя современного пульта ДУ Роберта Адлера, отмечают, сколь запутанно и неуклюже использование нескольких пультов.
Появление КПК с инфракрасным портом позволило создавать универсальные пульты ДУ с программируемым управлением. Однако в силу высокой стоимости этот метод не стал слишком распространён. Не стали широко распространёнными и специальные универсальные обучаемые пульты управления в силу относительной сложности программирования и использования. Также возможно использование некоторых мобильных телефонов для дистанционного управления (по каналу Bluetooth) персональным компьютером. Некоторые смартфоны под управлением Android, например, Redmi 4X фирмы Xiaomi и многие другие модели Xiaomi Redmi, позволяют дистанционно управлять телевизорами некоторых массовых производителей по ИК-каналу.

## Интересный факт
Пульт ДУ Zenith Space Commander 600 показан в фильме «Люди в чёрном 3» (22:44), действие которого происходит около 2010 года. Этот пульт персонаж фильма использует для открытия входа в секретное помещение.

## Типы ПДУ
Пульты дистанционного управления различаются по:
Питанию:
- автономное;
- получаемое по кабелю (проводу).

Мобильности:
- встроенный (стационарный);
- носимый.

Функциональности:
- с фиксированным набором команд;
- с переключаемым набором команд (универсальный);
- с обучением набору команд (обучаемый).

Каналу связи:
- механический;
- проводной;
- радиоканал;
- ультразвуковой;
- инфракрасный;

и т. д.

## Применение
ПДУ используются для дистанционного управления бытовой электронной аппаратурой (телевизорами, муз. центрами, аудио- и видеопроигрывателями и тп.). Миниатюрные пульты ДУ имеют автомобильные сигнализации. Есть пульты ДУ и для управления роботами, авиамоделями и пр. Системами ДУ бывают оборудованы даже храмы. Вообще, пульт ДУ может быть применён в любом устройстве, имеющем электронное управление.

## ПДУ бытовой аппаратуры

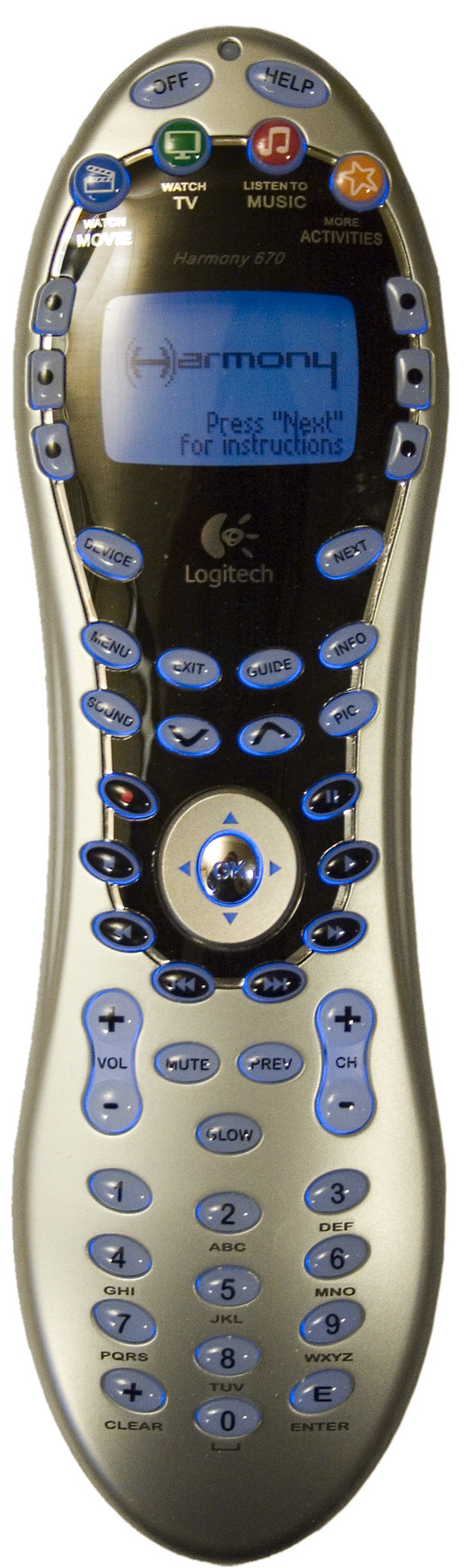
Универсальный пульт Harmony 670

ПДУ для бытовой электронной аппаратуры обычно представляет собой небольшое устройство с кнопками, с питанием от батареек, посылающее команды посредством инфракрасного излучения с длиной волны 0,75—1,4 микрона. Этот свет невидим для человеческого глаза, но распознаётся приёмником принимающего устройства. В большинстве ПДУ применяется одна специализированная микросхема, корпусная либо бескорпусная (помещённая прямо на печатную плату и залитая компаундом для предотвращения повреждения).
Ранее на пульт ДУ выносились только основные функции аппарата (переключение каналов, управления громкостью и т. п.), сейчас большинство образцов современной бытовой электроники на самом корпусе имеет ограниченный набор средств управления и полный набор их на пульте ДУ.
Первым пультам для передачи одной функции, команды (одноканальный ПДУ, с одной кнопкой) было достаточно наличия/отсутствия самого передаваемого сигнала. Но и то только в том случае, если он передавался по помехозащищённому каналу (например, проводу), в противном случае внешние помехи (лучи Солнца и т. п.) приводили к ложному срабатыванию. Первые беспроводные ПДУ использовали ультразвуковой канал связи.
Для пультов с несколькими функциями необходима более сложная система — частотная модуляция несущего сигнала (она применяется и для создания помехозащищённости канала) и кодирование передаваемых команд. Сейчас для этого используется цифровая обработка — микросхема передатчика (в пульте) модулирует и кодирует передаваемый сигнал, в приёмнике происходит его демодуляция и декодирование. После демодуляции полученного сигнала применяются соответствующие частотные фильтры для разделения сигналов.
Для считывания кода нажатой кнопки обычно применяется метод сканирования линий матрицы кнопок (аналогичный метод применяется в компьютерных клавиатурах), но в пультах ДУ бытовой техники использование непрерывного сканирования требовало бы затрат энергии и батарейки бы быстро садились. Поэтому в режиме ожидания все линии сканирования устанавливаются в одинаковое состояние и процессор пульта переводится в режим «засыпания», отключая тактовый генератор и практически не потребляя энергии. При нажатии любой кнопки на входных линиях сканирования изменяется логический уровень, что вызывает «просыпание» процессора и запуск тактового генератора, после чего запускается полный цикл сканирования клавиатуры для определения вызвавшей просыпание кнопки. Метод «одна кнопка — одна линия» обычно не используется по причине большого числа кнопок на современных пультах ДУ. После определения нажатой кнопки пульт формирует посылку, содержащую код пульта и код кнопки.
Бытовые пульты ДУ не имеют обратной связи, что означает, что пульт не может определить, достиг ли сигнал приёмника или нет. Поэтому сигнал, соответствующий нажатой кнопке, передаётся непрерывно до тех пор, пока кнопка не будет отпущена. При отпускании кнопки пульт переходит обратно в дежурное состояние.
На приёмной стороне (например в телевизоре) принимаются данные: проверяется код пульта, и, если этот код соответствует заданному, выполняется команда, соответствующая нажатой кнопке. Передатчик и приёмник (пульта и аппарата) должны использовать одинаковые методы кодирования и частоту модуляции передаваемых данных, в противном случае приёмник окажется неспособен принять и обработать посланные ему данные.

### Модуляция
Обычно в пультах используется одна частота модуляции несущей (то есть частоты излучения ИК-светодиода) — на неё настроен и пульт, и приёмник. Частоты модуляции обычно стандартны — это 36 кГц, 38 кГц, 40 кГц (Panasonic, Sony). Редкими считаются частоты 56 кГц (Sharp). Фирма Bang & Olufsen использует 455 кГц, что является большой редкостью. Использование приёмника с частотой модуляции, не точно совпадающей с частотой передатчика, не означает, что он не будет принимать сигнал — приём останется, но его чувствительность может очень сильно упасть.

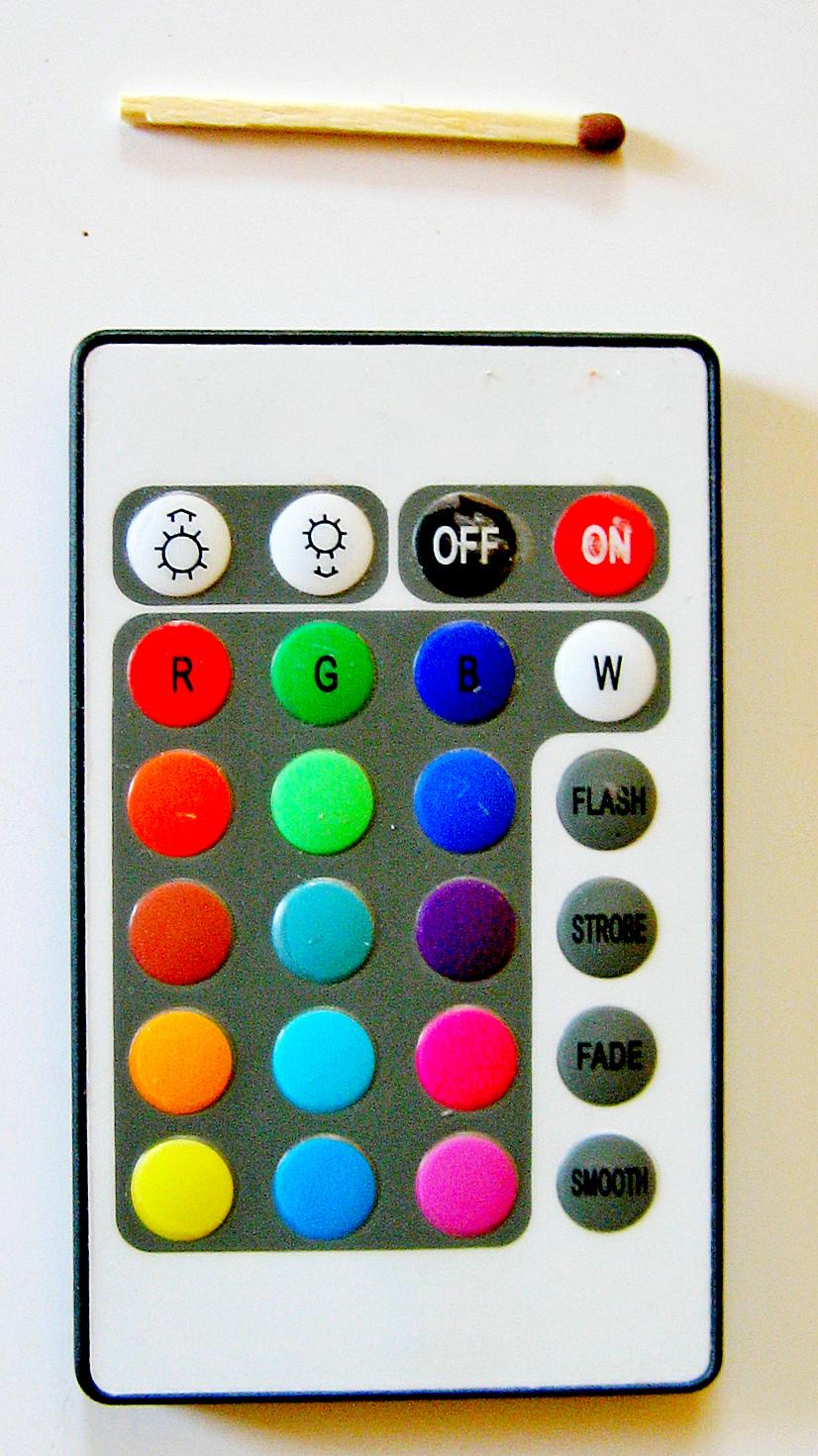
ПДУ для люстры или светоленты

Передача сигнала осуществляется излучением ИК-светодиода с соответствующей частотой модуляции. Для частот от 30 до 50 кГц обычно используются светодиоды с длиной волны 950 нм, а для 455 кГц — специальные светодиоды с длиной волны 870 нм (на эту длину волны и высокую частоту модуляции ориентированы специализированные приёмники TSOP5700 и TSOP7000).
Несколько таких модулированных передач и гашений (пачек импульсов) формируют кодированную посылку (см. ниже). Приёмник ИК-сигнала состоит из нескольких каскадов усилителей и демодулятора (частотного детектора) и чувствителен к сигналу до −90 дБ (большинство радиолюбительских схем имеет чувствительность до −60 дБ). Также практически все производимые серийно ИК-приёмники имеют ИК-светофильтр (тёмно-красная линза или пластина). Сам модуль ИК-приёмника имеет всего три вывода: Питание, Земля, Выход данных.
Пример фотоприёмников: TSOP1736 — настроен на частоту 36 кГц, TSOP1738 — 38 кГц (производитель Vishay Telefunken), BRM1020 — 38 кГц.
Для приёма сигнала от пульта ДУ также существует демодулятор без встроенного ИК-фотоприёмника — микросхема фирмы Sony CXA1511, по своей сути — высококачественный частотный детектор, позволяющий сделать пульт, например, на УФ-излучателях, а не на светодиодах ИК-диапазона. Похожие микросхемы фирмы Vishay моделей VSOP58436 (36 кГц) и VSOP58438 (38 кГц) выполняют ту же функцию, что и CXA1511, но работают на фиксированных частотах.

### Кодирование
Для распознавания множества различных команд пульта применяется кодирование передаваемых данных. Сейчас преимущественно используются следующие две схемы кодирования передаваемых данных:
- Первой в пультах ДУ стала применяться фирмой Philips (протоколы RC4 и RC5, т. н. Манчестерское кодирование): передача 0 дополнялась единицей, а передача 1 — нулём. То есть 001 передаётся как 01 01 10. Соответственно, посылка считывается последовательно, и в эфир подаётся модулированный сигнал, только когда встречается единица.
- Авторство второй схемы кодирования приписывается фирме Sony. Сначала всегда передаётся «1» модулированным сигналом, затем «0» — пауза. Временной размер единицы всегда одинаковый, а временной размер 0 — это кодированные передаваемые данные. Длинная пауза — передача единицы, короткая пауза — передача нуля.

Перед посылкой кодированных данных пульт всегда посылает одну или несколько синхропосылок для того, чтобы фотоприёмник настроил приёмную цепь (синхронизировался с пультом по чувствительности и фазе).
Детальное описание протоколов можно прочитать по этим ссылкам:
- Приём информации от ИК-пульта[6].
- Протоколы RC5, Sony SIRC, Panasonic, JVC, Daewoo[7].

Производители пультов не склонны придерживаться каких-либо общих стандартных протоколов кодирования данных и вправе разрабатывать и применять для своей техники всё новые и новые протоколы. Более полный список протоколов: NEC (repetitive pulse), NEC (repetitive data), RC5, RC6, RCMM, RECS-80, R-2000 (33 кГц), Thomson RCA (56,7 кГц), Toshiba Micom Format (similar NEC), Sony 12 Bit, Sony 15 Bit, Sony 20 Bit, Kaseikyo Matsushita (36,7 кГц), Mitsubishi (38 кГц, preburst 8 ms, 16 bit), Ruwido r-map, Ruwido r-step, Continuous transmission 4000 bps и Continuous transmission 1000 bps.

### Питание

Модуляция инфракрасного светодиода изменяется в зависимости от нажатой кнопки

Бытовые пульты ДУ обычно питаются от 2-4 батареек типоразмера AA или AAA (реже — от батарейки 9 В типа «Крона»). Это связано с тем, что для питания инфракрасного светодиода необходимо не менее 2,0-2,5 вольта, и от одной батарейки (1,5 В) такого напряжения без усложнения схемы не получить. Для пультов рекомендуется покупать обыкновенные солевые или щелочные (Alkaline) батарейки, они прослужат дольше — дело в том, что аналогичные (типоразмера AA или AAA) аккумуляторы могут разрядиться уже за полгода только из-за высокого тока саморазряда у них, к тому же длительный срок эксплуатации одной зарядки не окупит стоимости аккумулятора.

### Неисправности беспроводных пультов ДУ
- севшие батарейки (самая частая неисправность);
- пульт залит какой-либо жидкостью и кнопки либо западают, либо не отпускаются;
- от удара отвалился (или повреждён) кварцевый резонатор либо ИК-светодиод;
- от частого использования проводящее напыление на самих кнопках (либо проводники под кнопками) истирается;
- грязь от рук, попадающая внутрь пульта и скапливающаяся с течением времени.
- на печатной плате образуется маслянистое вещество неизвестного происхождения, не дающее кнопкам срабатывать.

Наличие сигнала с пульта можно проверить, посмотрев на него через видеокамеру или цифровой фотоаппарат, при этом нажимая на пульте кнопки. ПЗС-матрицы бытовой фото- и видеоаппаратуры обычно «видят» инфракрасный диапазон.
Также часто можно услышать сигналы, модулируемые инфракрасной несущей пульта, рядом со средневолновым радиоприёмником, не настроенным на станцию.